# Franz Peter Wirth
Franz Peter Wirth (Monaco di Baviera, 22 settembre 1919 – Berg, 17 ottobre 1999) è stato un regista e sceneggiatore tedesco.
Il suo film del 1958 Le armi e l'uomo (titolo originale: Helden) fu candidato ai Premi Oscar 1958 nella categoria miglior film straniero. Nello stesso anno ha diretto Nient'altro che la verità, mentre un altro suo film è Othello (1968) realizzato per la televisione. Ha diretto numerosi film per la televisione a partire dal 1954.

## Filmografia (parziale)
- Nient'altro che la verità (...und nichts als die Wahrheit) (1958)
- Le armi e l'uomo (Helden) (1958)
- L'uomo nella rete (Menschen im Netz) (1959)
- Ein Tag, der nie zu Ende geht (1959)
- La donna alla finestra oscura (Die Frau am dunklen Fenster) (1960)
- Bis zum Ende aller Tage (1961)
- Bekenntnisse eines möblierten Herrn (1963)
- Ein Mann im schönsten Alter (1964)
- Antigone - film tv (1965)
- Nathan der Weise - film tv (1967)